# Großschifffahrtsweg Dünkirchen-Schelde

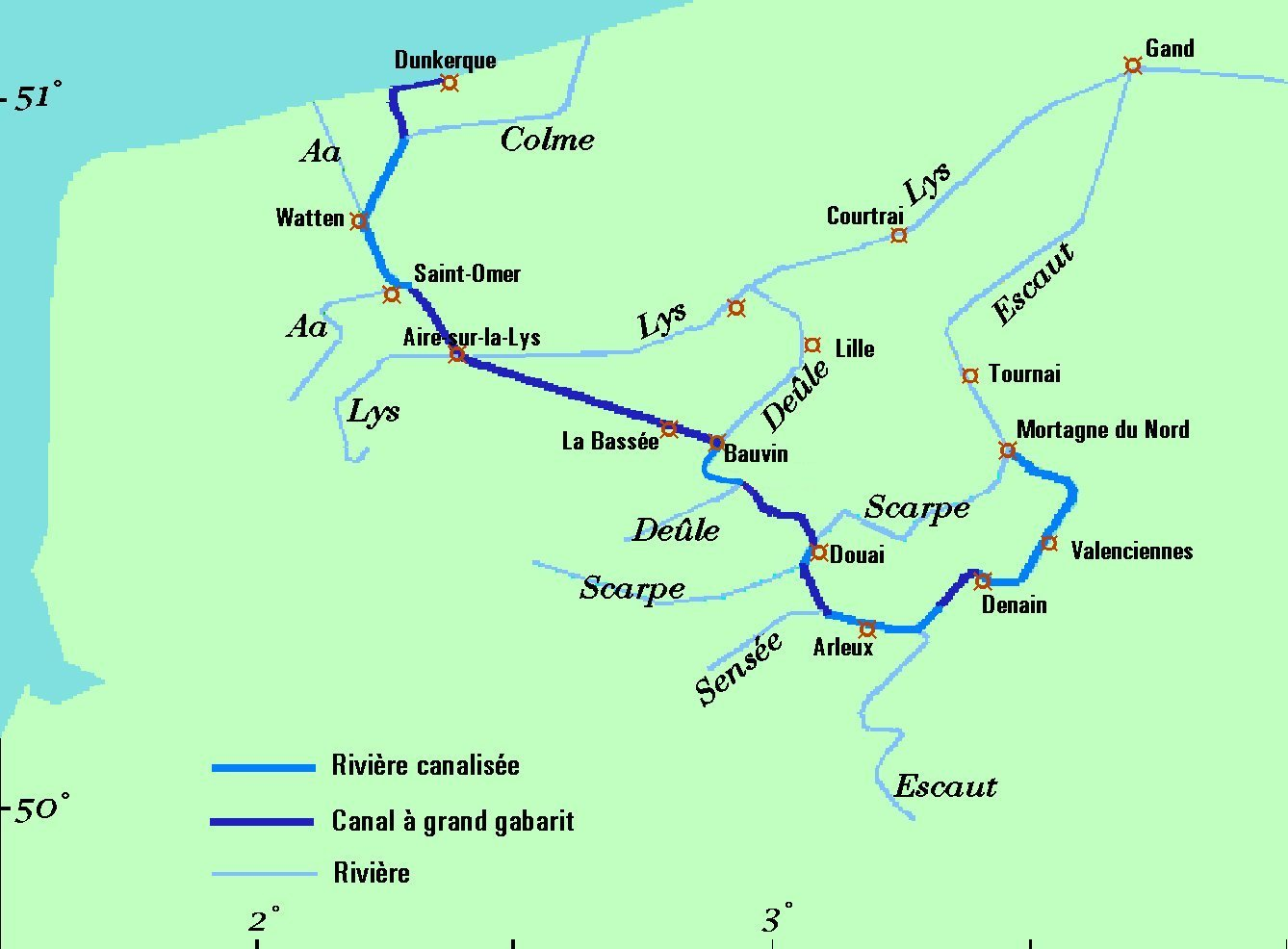
Verlauf des Großschifffahrtsweges Dünkirchen-Schelde (hier dargestellt mit Verlängerung auf der kanalisierten Schelde bis zur belgischen Grenze bei Mortagne-du-Nord)

Der Großschifffahrtsweg Dünkirchen-Schelde (französisch Liaison à grand gabarit Dunkerque-Escaut) ist eine französische Binnenwasserstraße in der Region Hauts-de-France, die für Frachtschiffe und Schubverbände mit einer Ladekapazität bis zu 3000 Tonnen ausgebaut wurde. Er verbindet den regen Hafen von Dünkirchen an der Nordseeküste mit dem kanalisierten Fluss Schelde, auf dem die Schiffe die Industriegebiete um Denain und Valenciennes erreichen oder ihre Fahrt in Richtung Belgien fortsetzen können. Seine Länge beträgt 143 Kilometer.

## Verlauf

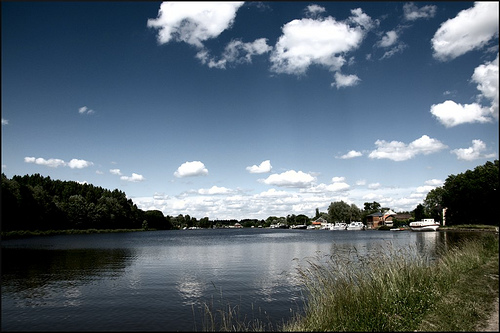
Bassin Rond am Kanaldreieck nach der Schleuse Pont Malin

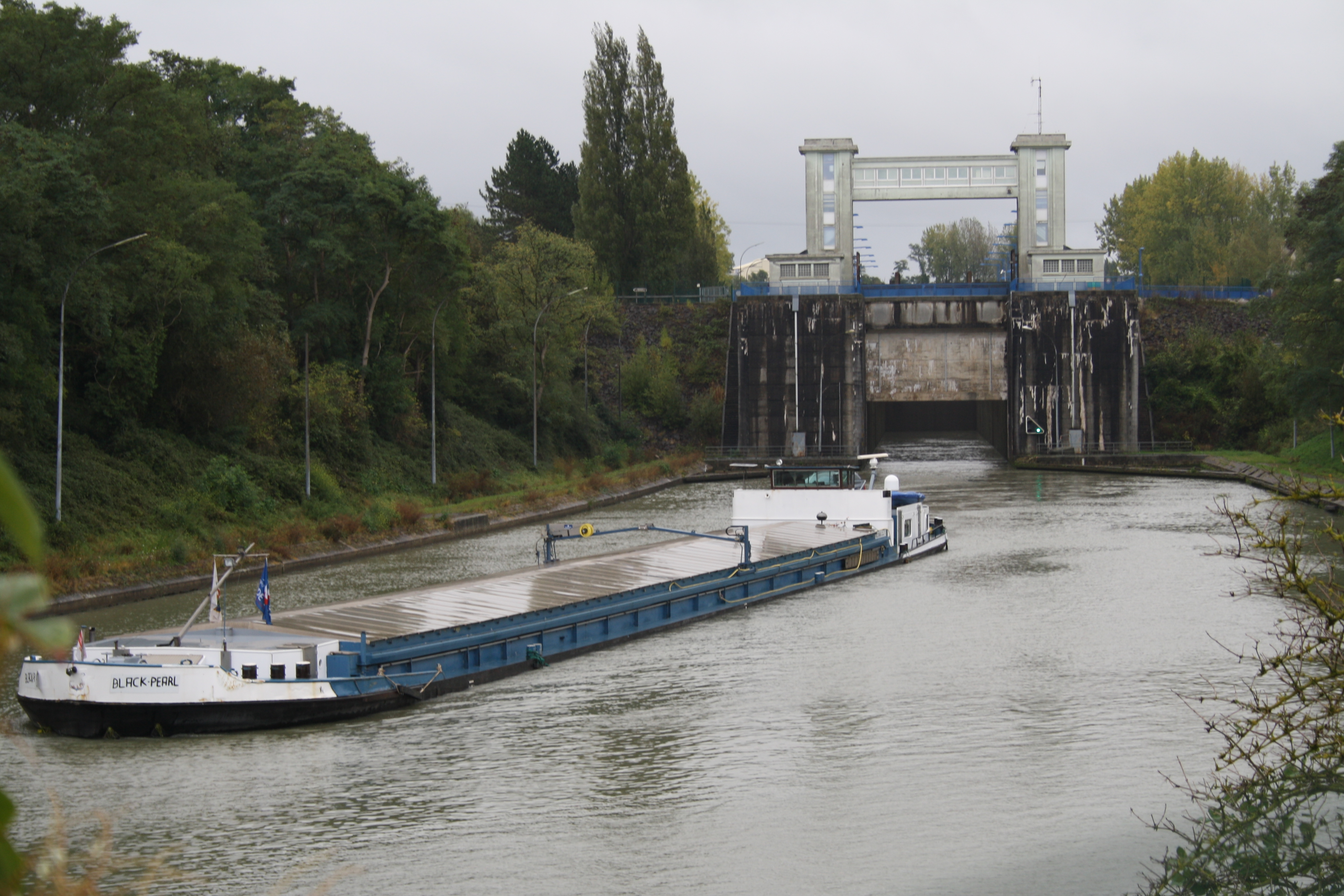
Schleuse Les Fontinettes in Arques

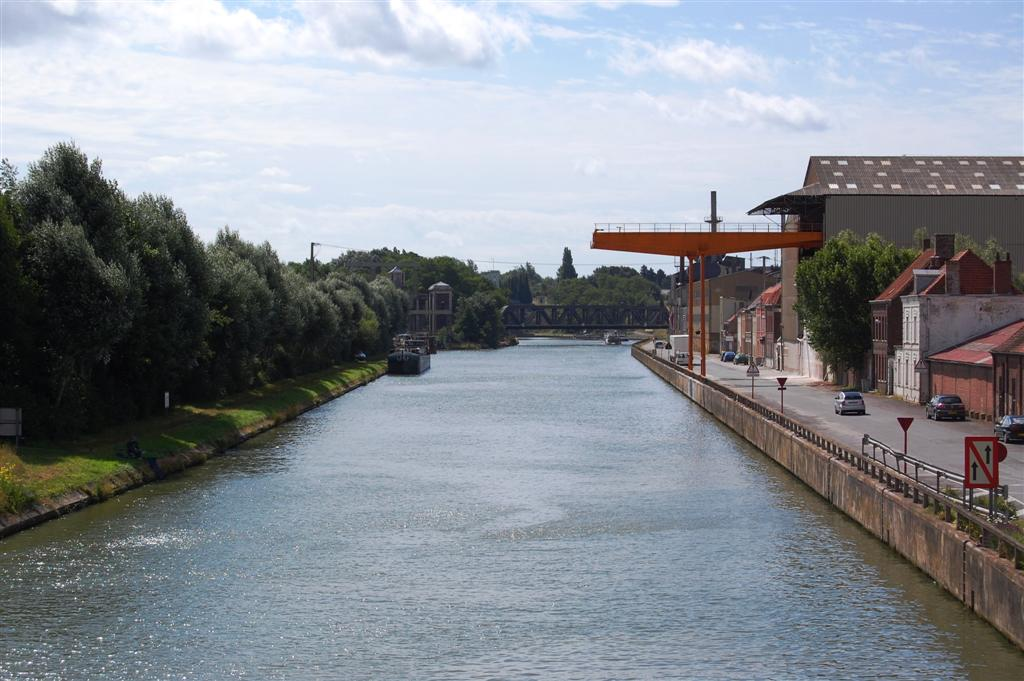
Der Teilabschnitt Canal de Neuffossé durchquert die Stadt Arques

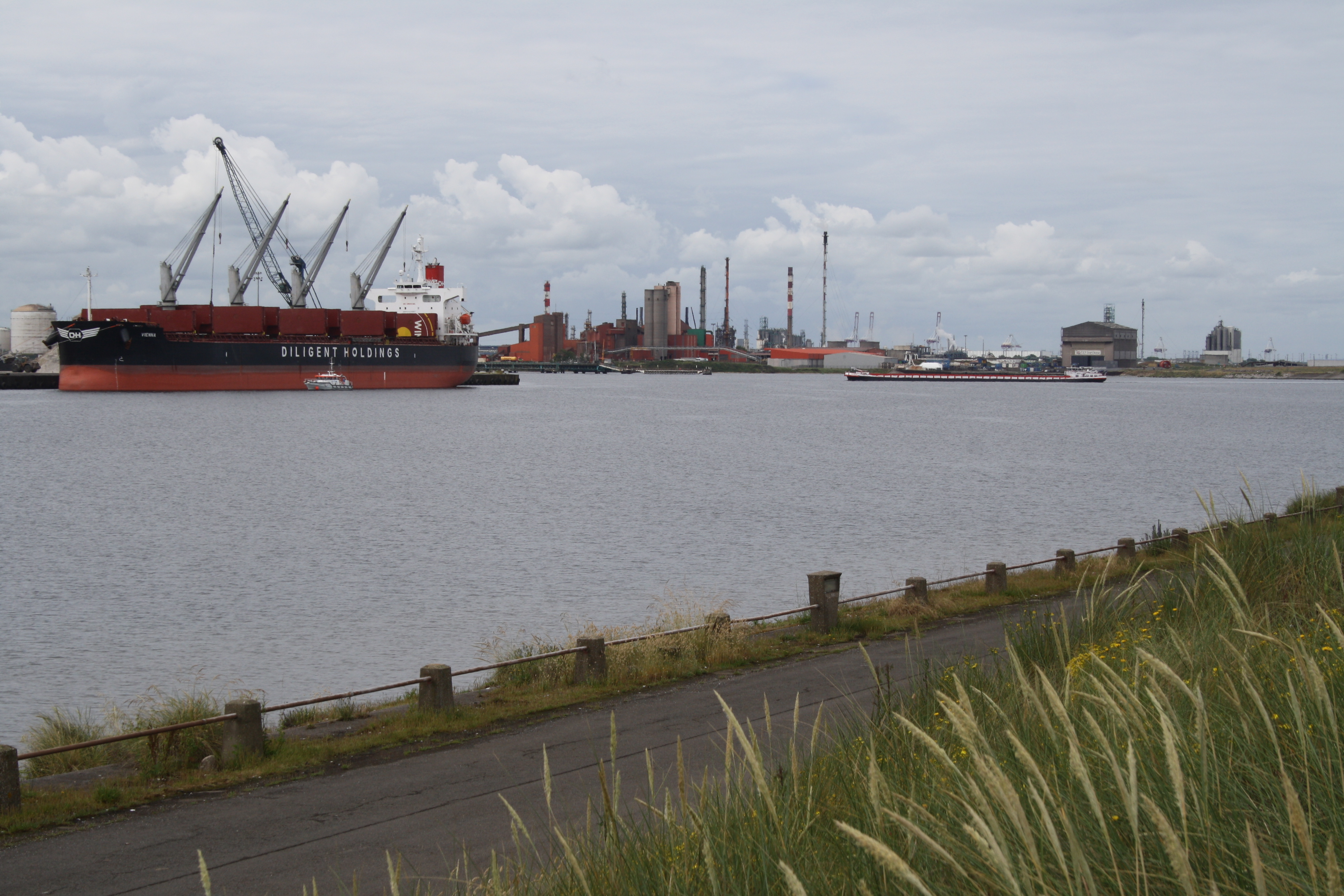
Bassin de Mardyck und Hafenanlagen von Grande-Synthe am meerseitigen Ende des Großschifffahrtswegs

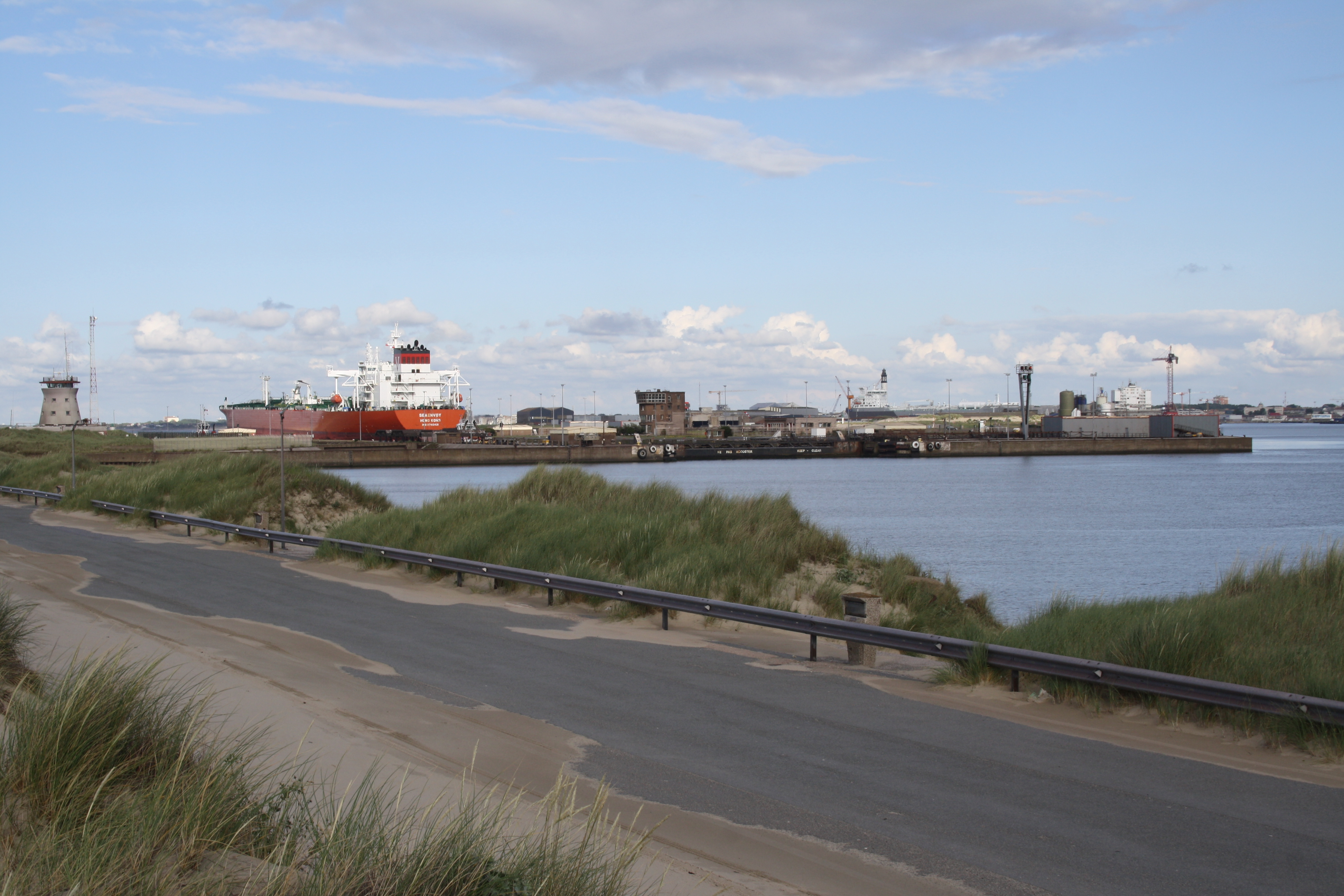
Seeschleuse des Großschifffahrtswegs in Dunkerque

Bei der Errichtung dieser Wasserstraße in den 1950er und 1960er Jahren wurde eine Reihe von bereits bestehenden Schifffahrtskanälen in bestimmten Abschnitten miteinander verbunden, verbreitert und begradigt. Da die offizielle Kilometrierung entgegen seiner Namensgebung von Ost nach West verläuft, wird die Abfolge der Kanäle auch in dieser Richtung angegeben. Es sind dies:
- Canal de la Sensée, etwa von Hordain bis Courchelettes (23 Kilometer)
- Scarpe-Umgehungskanal bei Douai (7 Kilometer)
- Canal de la Deûle, zwischen Douai und Bauvin (23 Kilometer)
- Canal d’Aire, zwischen Bauvin und Aire-sur-la-Lys (39 Kilometer)
- Canal de Neuffossé, zwischen Aire-sur-Lys und Saint-Omer (19 Kilometer)
- kanalisierter Fluss Aa zwischen Saint-Omer und Watten (10 Kilometer)
- Canal de la Haute Colme und Canal de dérivation de la Haute Colme zwischen Watten und Coppenaxfort (13 Kilometer)
- Canal de Bourbourg zwischen Coppenaxfort und Spycker (2 Kilometer)
- Dérivation de Mardyck zwischen Spycker und Dünkirchen/Seeschleuse (7 Kilometer)

Abgesehen von jenen Kanälen, die Teil der Wasserstraße geworden sind, gibt es auch noch eine Verbindung zu folgenden anderen Wasserwegen:
- Canal du Nord bei Arleux
- kanalisierter Fluss Scarpe bei Douai
- kanalisierter Fluss Leie (französisch Lys) bei Aire-sur-la-Lys

### Koordinaten
- Ausgangspunkt des Kanals: 50° 15′ 59″ N, 3° 18′ 4″ OKoordinaten: 50° 15′ 59″ N, 3° 18′ 4″ O
- Endpunkt des Kanals: 51° 1′ 28″ N, 2° 16′ 2″ O

## Schleusen
An der Hauptstrecke gibt es 8 Schleusen, die aus etwa 34 Metern Höhe auf Meeresniveau hinabführen. Ihre Abmessungen betragen 144,60 × 12,00 Meter. In einigen Fällen sind die ursprünglichen Schleusen (38,50 Meter lang) neben den großen Schleusenkammern weiterhin in Betrieb. Folgende Schleusen sind zu passieren:
- (Pont-Malin)
- Gœuzlin
- Courchelettes
- Douai
- Cuinchy
- Les Fontinettes
- Flandres
- Watten
- Mardyck

Die Schleuse Pont-Malin liegt an der Mündung des Canal de la Sensée in die kanalisierte Schelde. Sie begrenzt die Wasserstraße im Osten, gehört aber formal nicht mehr dazu. An diesem Kanaldreieck befindet sich auch das Bassin Rond, ehemals ein Umschlaghafen und Sitz mehrerer Seilereien. Heute ist das Bassin Rond, welches etwa 1,5 km lang und 300 m breit ist, ein Wassersport-Naherholungsgebiet mit Surf- und Segelschule sowie Motor-Yachtclub.

## Orte am Kanal
- Douai
- La Bassée
- Béthune
- Aire-sur-la-Lys
- Saint-Omer
- Dünkirchen